# One night's anger
One night's anger (Nederlands: Woede van een nacht) is een single van de Albanese zangeres Herciana Matmuja. Het is geschreven door Jorgo Papingji. Het was de Albanese inzending voor het Eurovisiesongfestival 2014 in Kopenhagen, Denemarken. Matmuja won de Albanese voorselectie in de Albanese versie van het lied Zemërimi i një nate, wat eveneens "Woede van een nacht" betekent. Op het festival zelf raakt ze niet verder dan de halve finale.